# United Soccer League 2015
United Soccer League w roku 2015 był piątym sezonem tych rozgrywek. Po raz pierwszy w historii mistrzem USL został klub Rochester Rhinos, natomiast wicemistrzem Los Angeles Galaxy II (klub farmerski zespołu Los Angeles Galaxy).

## Sezon zasadniczy

### Konferencja Wschodnia
| #  | Drużyna                   | M  | Z  | R  | P  | BR+ | BR- | +/- | Punkty | Uwagi                  |
| -- | ------------------------- | -- | -- | -- | -- | --- | --- | --- | ------ | ---------------------- |
| 1  | Rochester Rhinos          | 28 | 17 | 10 | 1  | 40  | 15  | +25 | 61     | Play Off - Ćwierćfinał |
| 2  | Louisville City FC        | 28 | 14 | 6  | 8  | 55  | 34  | +21 | 48     | Play Off - Ćwierćfinał |
| 3  | Charleston Battery        | 28 | 12 | 10 | 6  | 43  | 28  | +15 | 46     | Play Off - 1/8 finału  |
| 4  | New York Red Bulls II     | 28 | 12 | 6  | 10 | 46  | 45  | +1  | 42     | Play Off - 1/8 finału  |
| 5  | Pittsburgh Riverhounds SC | 28 | 11 | 8  | 9  | 53  | 42  | +11 | 41     | Play Off - 1/8 finału  |
| 6  | Richmond Kickers          | 28 | 10 | 11 | 7  | 41  | 35  | +6  | 41     | Play Off - 1/8 finału  |
| 7  | Charlotte Independence    | 28 | 10 | 10 | 8  | 38  | 35  | +3  | 40     |                        |
| 8  | Harrisburg City Islanders | 28 | 11 | 6  | 11 | 49  | 53  | −4  | 39     |                        |
| 9  | Saint Louis FC            | 28 | 8  | 9  | 11 | 30  | 40  | −10 | 33     |                        |
| 10 | FC Montreal               | 28 | 8  | 4  | 16 | 32  | 46  | −14 | 28     |                        |
| 11 | Toronto FC II             | 28 | 6  | 5  | 17 | 26  | 52  | −26 | 23     |                        |
| 12 | Wilmington Hammerheads FC | 28 | 3  | 10 | 15 | 22  | 42  | −20 | 19     |                        |

### Konferencja Zachodnia
| #  | Drużyna                      | M  | Z  | R | P  | BR+ | BR- | +/- | Punkty | Uwagi                  |
| -- | ---------------------------- | -- | -- | - | -- | --- | --- | --- | ------ | ---------------------- |
| 1  | Orange County Blues FC       | 28 | 14 | 5 | 9  | 38  | 34  | +4  | 47     | Play Off - Ćwierćfinał |
| 2  | Oklahoma City Energy FC      | 28 | 13 | 8 | 7  | 44  | 36  | +8  | 47     | Play Off - Ćwierćfinał |
| 3  | Colorado Springs Switchbacks | 28 | 14 | 4 | 10 | 53  | 35  | +18 | 46     | Play Off - 1/8 finału  |
| 4  | Sacramento Republic FC       | 28 | 13 | 7 | 8  | 43  | 31  | +12 | 46     | Play Off - 1/8 finału  |
| 5  | Los Angeles Galaxy II        | 28 | 14 | 3 | 11 | 39  | 31  | +8  | 45     | Play Off - 1/8 finału  |
| 6  | Seattle Sounders 2           | 28 | 13 | 3 | 12 | 45  | 42  | +3  | 42     | Play Off - 1/8 finału  |
| 7  | Tulsa Roughnecks             | 28 | 11 | 6 | 11 | 49  | 46  | +3  | 39     |                        |
| 8  | Portland Timbers 2           | 28 | 11 | 2 | 15 | 38  | 45  | −7  | 35     |                        |
| 9  | Austin Aztex                 | 28 | 10 | 3 | 15 | 32  | 41  | −9  | 33     |                        |
| 10 | Arizona United SC            | 28 | 10 | 2 | 16 | 31  | 55  | −24 | 32     |                        |
| 11 | Vancouver Whitecaps 2        | 28 | 8  | 6 | 14 | 39  | 53  | −14 | 30     |                        |
| 12 | Real Monarchs                | 28 | 7  | 8 | 13 | 32  | 42  | −10 | 29     |                        |

Aktualne na 7 sierpnia 2020. Źródło:
Zasady ustalania kolejności: 1. liczba zdobytych punktów; 2. różnica zdobytych bramek; 3. większa liczba zdobytych bramek.

## Play Off

### 1/8 finału
| Drużyna 1                       | Wynik       | Drużyna 2                 |
| ------------------------------- | ----------- | ------------------------- |
| New York Red Bulls II           | 4:2 po dog. | Pittsburgh Riverhounds SC |
| Charleston Battery              | 2:1 po dog. | Richmond Kickers          |
| Colorado Springs Switchbacks FC | 2:0         | Seattle Sounders 2        |
| Sacramento Republic FC          | 0:1         | Los Angeles Galaxy II     |

### Ćwierćfinał
| Drużyna 1               | Wynik          | Drużyna 2                       |
| ----------------------- | -------------- | ------------------------------- |
| Rochester Rhinos        | 2:0            | New York Red Bulls II           |
| Louisville City FC      | 2:0 po dog.    | Charleston Battery              |
| Orange County Blues FC  | 0:2            | Los Angeles Galaxy II           |
| Oklahoma City Energy FC | 2:2 (kar. 4:3) | Colorado Springs Switchbacks FC |

### Półfinał
| Drużyna 1               | Wynik | Drużyna 2             |
| ----------------------- | ----- | --------------------- |
| Rochester Rhinos        | 1:0   | Louisville City FC    |
| Oklahoma City Energy FC | 1:2   | Los Angeles Galaxy II |

### Finał
| Drużyna 1        | Wynik       | Drużyna 2             |
| ---------------- | ----------- | --------------------- |
| Rochester Rhinos | 2:1 po dog. | Los Angeles Galaxy II |